# Ziziphus borneensis
Ziziphus borneensis är en brakvedsväxtart som beskrevs av Elmer Drew Merrill. Ziziphus borneensis ingår i släktet Ziziphus och familjen brakvedsväxter. Inga underarter finns listade i Catalogue of Life.